# Cementiri de Sant Daniel
El Cementiri de Sant Daniel és un cementiri de Girona que forma part de l'Inventari del Patrimoni Arquitectònic de Catalunya.

## Descripció

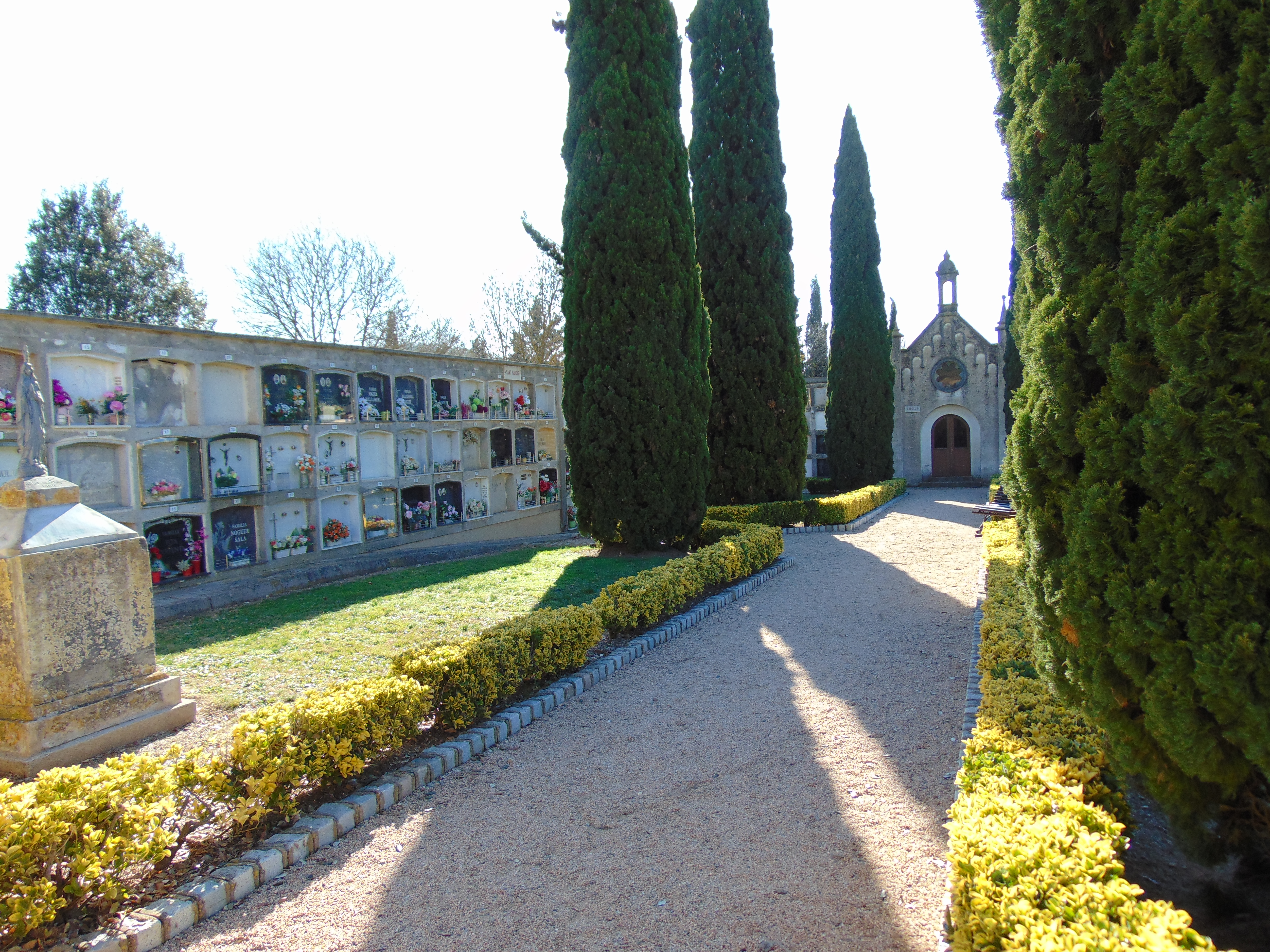

És un recinte funerari de planta rectangular, que presenta nínxols situats en el perímetre. Un eix longitudinal principal comunica l'accés amb la capella de caràcter neo-històric situada al fons del recinte. Presenta jardineria amb parterres i xiprers al centre.
Aquest cementiri correspon al que era l'antic terme municipal de Sant Daniel, actualment agregat el municipi de Girona.